# Pierre-Jacques Duret
Pour les articles homonymes, voir Duret.
Pierre-Jacques Duret, né en 1729 à Paris où il est mort le 9 novembre 1804, est un buriniste français.

## Biographie

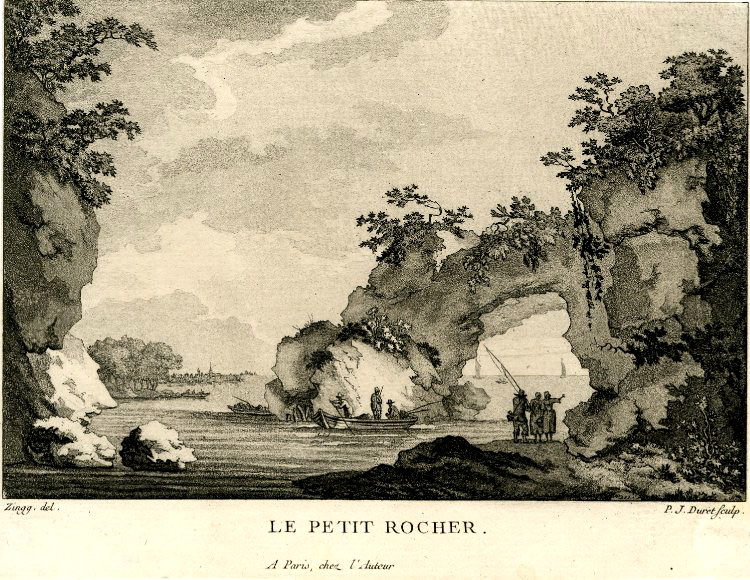
Le Petit rocher, gravure de Pierre-Jacques Duret d'après
Adrian Zingg, Londres, British Museum.

Pierre-Jacques Duret, né en 1729 à Paris, est un élève de Jacques-Philippe Le Bas,.
Ses tableaux de paysages et ses vues de villes sont remarquables. Il participe au mobilier de l'hôtel de ville de Le Merlerault. Il grave des tableaux, principalement d'après Claude Joseph Vernet, dont le Les Joutes sur le Tibre et son pendant Vue des environs de Naples (1767-1769), dédicacées au roi Christian VII de Danemark (Londres, British Museum). À cette époque, il est dit graveur à Paris dans le milieu de la rue du Fouare.
Le 25 février 1777, il assiste à l'enterrement du graveur Jean-Charles Baquoy, mort la veille dans le quartier de la rue Saint-Jacques à Paris. Pierre-Jacques  Duret est mentionné comme étant « premier graveur de sa majesté danoise ».
À la fin du XVIIIe siècle, il collabore à deux séries, les Tableaux de la Suisse (1780) et le Voyage pittoresque de la France (1787).
Pierre-Jacques Duret meurt à Paris le 9 novembre 1804.